# Ennucula georgiana
Ennucula georgiana is een tweekleppigensoort uit de familie van de Nuculidae. De wetenschappelijke naam van de soort is voor het eerst geldig gepubliceerd in 1964 door Dell.